# Боевая организация русских националистов
Боевая организация русских националистов, известна как БОРН — группировка праворадикальных русских националистов, также известная как неонацистская группировка. Участники группировки признаны судом виновными в серии убийств и покушениях на убийства. В 2011 году за убийство адвоката Станислава Маркелова и журналистки Анастасии Бабуровой к пожизненному заключению был приговорён один из лидеров и создателей организации Никита Тихонов, а его сожительница Евгения Хасис получила 18 лет лишения свободы. В апреле 2015 года Максим Баклагин и Вячеслав Исаев были приговорены к пожизненному заключению, Михаил Волков был приговорён к 24 годам заключения. В июле 2015 года к пожизненному заключению был приговорён создатель организации Илья Горячев за организацию банды, пяти убийств и незаконный оборот оружия.

## Деятельность
Целями сообщества было совершение преступлений экстремистской направленности и нападений на граждан — совершения убийств по мотивам идеологической и национальной ненависти и вражды, посягательств на жизнь сотрудников правоохранительных органов из мести за их «незаконную» деятельность, а также иных преступлений.
По показаниям организатора "БОРН"а Тихонова он познакомился с Александром Париновым по прозвищу «Румын» в конце девяностых, когда они входили в группировку наци-скинхедов «Объединённые бригады 88», которая занималась нападениями на мигрантов и погромами на рынках в Ясеневе и в Царицыне. В 2005—2006 годах Тихонов и Паринов участвовали в нападениях на антифашистов. 16 апреля 2006 года компания решила напасть на посетителей антифашистского панк-концерта, Тихонов и другие соучастники били Егора Томского, которому удалось убежать, а Паринов напал на Александра Рюхина, который был убит несколькими ударами ножа в голову и сердце. После задержания нескольких нападавших, Паринов и Тихонов скрывались. Тихонов уже тогда планировал создание ультраправой боевой организации.
С Ильёй Горячевым Тихонов познакомился в 2002 году, в том же году они съездили в Сербию, где познакомились со сторонниками православного монархиста Небойши Крстича и вдохновились идеями панславизма. Вернувшись в Москву, они начинают издавать журнал «Русский образ».
По данным издания Лента.ру, в 2007 году Тихонов ещё скрывался на Украине, но Горячев предложил ему возвращаться и заняться совместной политической борьбой. Планировалось, что Тихонов будет возглавлять силовое крыло организации, а Горячев действовать в легальном поле, контактируя с чиновниками. Название организации было выбрано по мотивам названия организации эсэров. К 2008 году в костяк организации также входил бывший прапорщик ФСБ Алексей Коршунов, с которым Тихонов был знаком по деятельности в «ОБ-88».

### Убийства
С 2008 г. «Боевая организация русских националистов» подтверждала факт своего существования заявлениями, публиковавшимися после совершения громких убийств на интернет-сайтах праворадикальной направленности. Долгое время её считали лишь «брендом», который для устрашения использовала часть представителей российских националистических движений.
В 2008-2011 годах группировка совершила ряд резонансных убийств:
- судьи Мосгорсуда Эдуарда Чувашова,
- адвоката Станислава Маркелова и журналистки Анастасии Бабуровой,
- лидеров антифашистских движений Фёдора Филатова, Ильи Джапаридзе и Ивана Хуторского,
- чемпиона мира по тайскому боксу Муслима Абдуллаева,
- участника кавказской националистической группировки «Черные ястребы» Расула Халилова,
- таксиста Сосо Хачикяна,
- дворника Салохитдина Азизова

Кроме того участники группировки совершили несколько покушений на убийства: гражданина Рамазана Нуричуева и сотрудника органов внутренних дел Гагика Беняминяна.
В составе банды и в совершаемых ими нападениях, по материалам уголовного дела, в разное время с середины 2008 года по март 2011 года, кроме создателей Горячева и Тихонова, приняли участие Алексей Коршунов, Михаил Волков, Максим Баклагин, Вячеслав Исаев и Юрий Тихомиров. Позже Юрий Тихомиров был оправдан.
Осенью 2008 Тихонов вместе с Михаилом Волковым — ещё одним бывшим участником «ОБ-88» — совершили убийство антифашиста Фёдора Филатова.
Позже, в качестве мести за убийство приезжим из Узбекистана Анны Бешновой, организация стала планировать убийство случайного мигранта. Жертвой оказался Салохитдин Азизов, которого Паринов и Александр Коршунов убили и отрезали голову мачете. Голову сфотографировали, чтобы разослать изображение по редакциям.
В том же году группировка, по сообщению издания «Лента.ру», пополнялась участниками ультраправых группировок из подмосковных Дубны и Дмитрова: Юрием Тихомировым, Максимом Баклагиным и Вячеславом Исаевым.
В январе 2009 года Паринов в очередной раз отправился на Украину и больше в делах группировки не участвовал.
19 января 2009 года Тихонов при участии Хасис совершил убийство Станислава Маркелова и Анастасии Бабуровой.
28 июня 2009 года происходит убийство антифашиста Ильи Джапаридзе. 3 сентября 2009 — убийство участника «Черных ястребов» Расула Халилова. 16 ноября 2009 года — убийство Ивана Хуторского. 24 декабря 2009 года — убийство чемпиона по тайскому боксу Муслима Абдуллаева и покушение на его приятеля Рамазана Нуричуева. 12 апреля 2010 года — убийство федерального судьи Эдуарда Чувашова, который ранее вёл процесс националистов из банды «Белые волки». 15 сентября 2010 года — убийство таксиста Соса Хачикяна. 2 марта 2011 года — покушение на участкового Гагика Беняминяна.
По состоянию на июль 2015 года на воле оставался один предполагаемый член организации, Александр Паринов по кличке Румын, который, по данным СМИ, скрывался на Украине и замечен в связях с украинским полком «Азов».

## Следствие и судебный процесс

### 2011
В 2011 году СКП РФ предъявил обвинение в убийстве двоим уроженцам Москвы 1980 и 1985 годов рождения — Никите Тихонову и его подруге Евгении Хасис. Подозреваемые были задержаны 3 и 4 ноября 2009. Следствие направило в суд ходатайство об их аресте. 28 апреля 2011 года Тихонов и Хасис были признаны судом присяжных виновными в убийстве Маркелова и Бабуровой и не заслуживающими снисхождения. Главным свидетелем обвинения стал Илья Горячев, которому, по его словам, Тихонов и Хасис признались в совершённом убийстве. Горячев вскоре бежал за границу и оттуда прислал письмо в суд об отказе от своих показаний.
6 мая 2011 года Тихонов был приговорён к пожизненному лишению свободы, Хасис была приговорена к 18 годам лишения свободы. 29 января 2015 года Верховный суд РФ оставил в силе и приговор Никиты Тихонова на пожизненное заключение, и дополнительные 18 лет за создание БОРН.
4 октября 2011 года в городе Запорожье (Украина) один из исполнителей убийств, Алексей Коршунов, находясь в розыске, скончался в результате случайного взрыва собственной гранаты. По запросу о правовой помощи, украинскими компетентным органами был проведен ряд следственных действий по месту временного проживания погибшего, где были обнаружены паспорт гражданина РФ на имя Коршунова, несколько паспортов граждан Украины с фотографией Коршунова, 2 пистолета конструкции Токарева (ТТ) и боеприпасы к ним, глушитель и стартовый пистолет, переделанный для стрельбы боевыми патронами.

### 2012
В июне 2012 года, по подозрению в причастности к убийству судьи Мосгорсуда Эдуарда Чувашова, а также в других преступлениях, были задержаны Вячеслав Исаев и Максим Баклагин, скрывавшиеся на съемной квартире в г. Александров Владимирской области. В 2009 году их уже задерживали по подозрению в причастности к убийству антифашиста Ильи Джапаридзе, но тогда отпустили под подписку о невыезде. Баклагин и Исаев после этого скрылись от следствия. При задержании они попытались оказать вооружённое сопротивление оперативникам ФСБ, но были обезврежены. На их съемной квартире были найдены финский пистолет-пулемёт «Суоми», пистолет Макарова и ручная граната. До этого, в апреле 2012 года, Юрий Тихомиров был приговорён к 10 годам лишения свободы за участие в убийстве Ильи Джапаридзе.

### 2013
В мае 2013 г. на Украине был задержан ещё один предполагаемый член БОРН, Михаил Волков, который обвиняется в бандитизме (ст. 209 УК), участии в экстремистском сообществе (ст. 282.1 УК), незаконном обороте оружия (ч. 3 ст. 222 УК), а также убийствах в составе организованной группы по мотивам политической, идеологической, расовой, национальной или религиозной ненависти. В августе 2013 г. Михаил Волков был экстрадирован в Россию. Волкову в рамках деятельности БОРН вменяется участие в двух убийствах — Федора Филатова и Расула Халилова.
8 мая 2013 г. в Белграде был задержан Илья Горячев, о чём российские СМИ сообщили 9 мая, при этом отметив, что у правоохранительных органов РФ никаких претензий к россиянину нет и в розыск его не объявляли. 13 мая 2013 года Следственный комитет России заявил, что Горячев был задержан по запросу российской стороны в рамках расследования дела БОРН. Обвинения основаны на показаниях заключённых Никиты Тихонова и Евгении Хасис, которые отбывают длительные сроки лишения свободы за убийство адвоката Станислава Маркелова и Анастасии Бабуровой. По словам Тихонова и Хасис, против которых Илья Горячев ранее давал показания, Горячев подозревался в причастности к убийству Станислава Маркелова, Федора Филатова и Ильи Джапаридзе, а также Расула Халилова и Салахедина Азизова. По словам адвоката, в основу запроса СКР на экстрадицию Горячева легло обвинение причастности к убийству судьи Чувашова, которое было снято в день его доставки в Россию. 5 июня 2013 г. Верховный суд Белграда дал согласие на экстрадицию Ильи Горячева в Россию, однако 18 июля 2013 года Апелляционный суд отменил это решение, указав на нарушения в ходе судебного процесса, и вернул дело на повторное рассмотрение. Верховный суд в кратчайшие сроки принял аналогичное первому решение, невзирая на постановление Апелляционного суда.
В материалах уголовного дела о «БОРН» говорится, что адреса активистов «антифа» боевики БОРНа получали от Горячева. Как утверждает Тихонов, Горячев лично передал ему диск с адресами, объяснив, что имеет доступ к базам Центра по противодействию экстремизму МВД России. Евгения Хасис в своих показаниях рассказывала, что у Горячева в этой структуре имелись друзья, которые предоставляли адреса и фотографии намеченных жертв. Некоторые из изображений — например, Федора Филатова — были сделаны в ОВД, куда «антифа» периодически попадали после уличных драк.
Была проведена очная ставка Ильи Горячева и Никиты Тихонова в декабре 2013 года. Очная ставка со вторым свидетелем Евгенией Хасис, которой сторона защиты добивалась через суд, была проведена 24 июля 2014 г.
Нынешние обвинения Горячев называет местью за отказ вербоваться, за отказ от показаний по делу Тихонова, а также попыткой получить дискредитирующую информацию о ряде политиков федерального значения, с которыми он якобы сотрудничал, будучи лидером движения «Русский образ». В своем письме, написанном 24 мая 2013 года в Центральной тюрьме Белграда, Илья Горячев сообщает, что весной 2010 года он был похищен сотрудниками УЗКС 2-й службы ФСБ РФ в центре города в присутствии десятка свидетелей и принуждался к даче ложный показаний, от которых позже отказался, уже будучи на территории Сербии.
Бывшие адвокаты Pussy Riot, Марк Фейгин и Николай Полозов, которые приняли решение защищать Илью Горячева, утверждали, что дело, заведенное против него, носит политический характер и их подзащитный не совершал инкриминируемых ему преступлений. 29 мая 2013 года в интервью журналу «Слон» Марк Фейгин не исключил, что дело Горячева может быть связано с отставкой Владислава Суркова. Более того, адвокат отметил, что в деле есть «существенная подоплёка, не связанная с самим Горячевым, а связанная с некоторыми лицами, которые пока к уголовной ответственности не привлекаются». Второй адвокат Горячева, Николай Полозов, сообщил, что единственными основаниями для возбуждения дела и экстрадиции его подзащитного являются показания осужденного Никиты Тихонова, которые он дал, находясь в колонии в Харпе. О давлении на Тихонова во время его пребывания в колонии «Полярная сова» заявляли и адвокаты самого Никиты Тихонова Александр Васильев и Алексей Першин, заявив, что он сломлен и запуган. Полозов привел пример со скандалом с колонией «Полярная сова» в Харпе, где, по сообщениям «Новой газеты», из пожизненно осужденных заключённых выбивались показания. В августе 2014 г. сотрудник «Полярной совы» подполковник ФСИН Юрий Сандркин был приговорен к 3,5 годам колонии общего режима и был признан виновным в том, что, применяя насилие, заставлял заключённых писать явки с повинной, в том числе по резонансным делам. Тем не менее, данная информация ничем не подтверждается.

### 2014
19 января 2014 года Горячева перевели из СИЗО «Лефортово» в Бутырский следственный изолятор, и в ночь с 21 на 22 января он был отправлен в камеру. В результате Горячев вскрыл себе вены. По словам адвоката Марка Фейгина, дело его подзащитного разваливается из-за отсутствия доказательств вины, поэтому следствие предпринимает попытки запугать Горячева. После инцидента в Бутырском СИЗО была назначена служебная проверка, в ходе которой никаких правонарушений выявлено не было.
24 сентября 2014 г. Мосгорсуд приговорил к 18 годам лишения свободы организатора БОРН Никиту Тихонова, обвиняемого в ряде преступлений на националистической почве, ему вменяется шесть убийств, два покушения на убийства и незаконное хранение оружия. За убийство адвоката Станислава Маркелова и журналистки Анастасии Бабуровой Тихонов уже был осужден к пожизненному лишению свободы. Судебное заседание прошло за два дня, без рассмотрения доказательств и допроса свидетелей, так как Тихонов полностью признал вину и заключил со следствием сделку о сотрудничестве.
20 ноября 2014 года во время своего допроса в качестве свидетеля по делу БОРН, Евгения Хасис заявила о наличии у Ильи Горячева куратора Леонида Симунина (в настоящее время — советник министерства энергетики самопровозглашённой Донецкой народной республики), который в конце 2000-х годов якобы служил во внутриполитическом управлении администрации президента РФ и был представителем руководителя этого органа — Владислава Суркова, и финансировал своего подопечного средствами, направленными на молодёжную политику. Горячев якобы обращался к Симунину с просьбой разрешить создать легальную ультраправую партию, но тот ему отказал. Тогда было принято решению создать радикальную организацию для разжигания конфликтов в обществе и шантажа власти резонансными расправами. Хасис перечислила известные её убийства: Филатова, Азизова, Маркелова, Бабуровой, Джапаридзе, Халилова, Хуторского. По её словам, Симунин просил Горячева убить сотрудника ФСБ и предложил за это денежное вознаграждение, но Тихонов от этого предложения отказался, объяснив, что он не наёмный убийца, а революционер. Осенью 2009 года Горячев решил убить «какого-нибудь представителя судебной власти». Тихонов при этом излагал иную версию знакомства с Симуниным. По его словам, тот предлагал Тихонову работу охранника и оказывать физическое воздействие на должников. По данным издания «РБК», Симунин никогда не работал в администрации президента, а руководил люберецкой ячейкой прокремлёвского движения «Местные», этой же версии придерживался и Горячев. По словам Хасис, идейным организатором банды был Горячев, а техническим — Тихонов. Хасис заявила, что БОРН была силовым блоком «Русского образа» и сравнила организации с ИРА и Шинн Фейн. Но с показаниями Хасис и Горячева не согласен Никита Тихонов, считающий только себя единственным идейным лидером БОРН, и утверждающий, что техническим организатором был не он, а Горячев.
Никита Тихонов заявил на суде, что обучение рукопашному бою членов группировки происходило на землях предпринимателя Германа Стерлигова.
22 декабря 2014 года, по ходатайству стороны защиты, Илья Горячев выступил в качестве свидетеля на заседании Московского областного суда по делу БОРН. В ходе допроса Горячев заявил, что ни с кем из подсудимых, кроме Никиты Тихонова, Горячев не знаком, также он сообщил, что узнал о существовании БОРН лишь в ходе ночного допроса с 20 на 21 апреля 2010 г. от начальника 3-го отдела УЗКС ФСБ полковника Виктора Шаменкова. Илья Горячев заявил, что никогда не передавал деньги, указания или другие сведения, необходимые для ведения преступной деятельности, Никите Тихонову, который в сентябре 2014 г. был признан виновным в организации экстремистского сообщества БОРН.

### 2015
21 апреля 2015 года Мособлсуд приговорил к пожизненному заключению фигурантов дела БОРН Максима Баклагина и Вячеслава Исаева, а Михаил Волков получил 24 года лишения свободы. Юрий Тихомиров был оправдан, как и просила сторона гособвинения. В конце марта 2015 года коллегия присяжных признала троих фигурантов дела виновными в покушениях на убийства и в убийствах, в том числе судьи Мосгорсуда Эдуарда Чувашова. Ранее Волков, Исаев и Баклагин частично признали свою вину во вменяемых им преступлениях. Защита обжаловала приговор, в январе 2016 года жалоба отклонена Верховным Судом РФ, приговор оставлен в силе.
24 июля 2015 года Илья Горячев был приговорен к пожизненному заключению.